# 小鷹利村
小鷹利村（こたかりむら）は、岐阜県吉城郡にあった村である。
1956年に合併で古川町の一部となり、現在は飛騨市の一部である。旧・古川町の西部、宮川西岸に該当する。
村名は、中世・近世にこの地域に存在した郷（小鷹利郷）に由来する。

## 歴史
- 江戸時代末期、この地域は飛騨国吉城郡であり、天領であった。
- 1871年（明治4年） - 廃藩置県により、飛騨国一円は筑摩県となる。
- 1875年（明治8年）2月 - 高野村、平岩村、畦畑村、寺地村、笹ヶ洞村、黒内村、信包村、谷村が合併して発足。
- 1876年（明治9年）8月20日 - 筑摩県が分割され、旧・飛騨国一円は岐阜県と合併する。
- 1889年（明治22年）7月1日 - 町村制により小鷹利村が村制施行。
- 1956年（昭和31年）4月1日 - 古川町、細江村と合併し、改めて古川町が発足。同日小鷹利村廃止。

## 学校
- 小鷹利村立大村小学校（1964年に細江小学校（旧・細江村）と統合し、古川町立仲小学校。1969年に仲小学校、中山東小学校、中山南小学校、数河小学校を統合し、現・飛騨市立古川西小学校）
- 小鷹利村立信包小学校
- 小鷹利村立畦畑小学校（1974年廃校）
- 小鷹利村立小鷹利中学校
- 小鷹利村立小鷹利中学校畦畑分校

## その他
- 世界恐慌時、小鷹利村では農家の自立による農民救済を目指し、小鷹利産業組合を設立。羊を飼育して羊毛からネクタイなどに加工、大根を加工して沢庵にするなど加工事業による村の活性化を行い成功している。当時は「日本一の小鷹利の組合」として全国的に知られていたという[1]。